# Dinastia XXIII d'Egipte

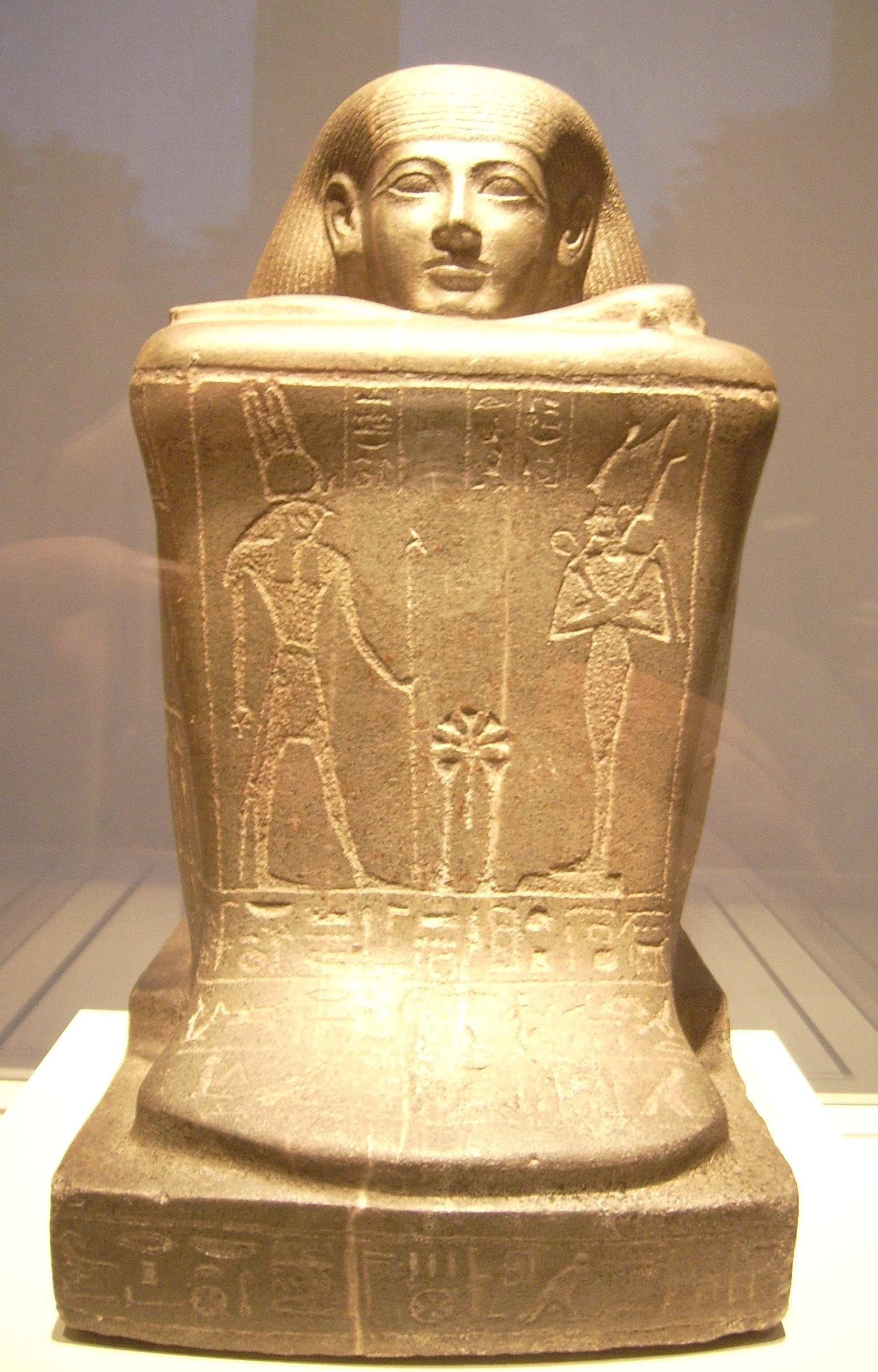
Estàtua "cub" de Hor.

La Dinastia XXIII d'Egipte  transcorre de 818-715 aC, durant el tercer període intermedi d'Egipte. Els seus governants són coetanis dels dignataris de les dinasties XXII, XXIV i XXV.

## Història

Divisions dinàstiques i territorials durant el tercer període intermedi d'Egipte.

La Dinastia XXIII de l'antic Egipte es va caracteritzar per l'arribada al poder dels reis meixweix. En 818 aC, Leontòpolis, al delta, o Taremu  («la terra dels peixos») es va convertir en un regne independent dels sobirans libis de Tanis, tot i que és discutible la hipòtesi que la dinastia sempre fos leontopolitana.
El 747 aC es van constituir tres nous regnes, amb capital a: Heracleòpolis Magna, Hermòpolis Magna i Licòpolis (Assiut).
El primer faraó d'aquesta dinastia, Petubastis I, es va aprofitar del conflicte successori i de la guerra civil per proclamar-se faraó en el vuitè any del regnat de Sheshonq III. Es coronà a Leontòpolis i aconseguí que Heracleòpolis, Memfis i Tebes el reconeguessin com a tal. Va ser el principal adversari de Takelot II i més tard d'Osorkon IV, reis libi de l'Alt Egipte de la dinastia XXII tebana. La seva arribada al poder va provocar a Tebes una perllongada guerra civil contra les faccions rivals, que va durar tres dècades. Cada bàndol va posseir un llinatge de summes sacerdots d'Amon.
El seu successor Iuput I va ser corregent amb el seu pare, però el seu regnat va ser breu. De Sheshonq IV no en sabem molt; fins i tot alguns erudits consideren que no era d'aquesta dinastia, exactament el mateix que s'esdevé amb Osorkon III, a qui alguns creuen fill de Takelot II: va aconseguir derrotar les forces rivals de Padibastet i Sheshonq IV, les quals s'havien resistit tenaçment a l'autoritat de Takelot II. Osorkon va governar els últims cinc anys del seu regnat en corregència amb el seu fill Takelot III.
Els fills de Takelot III van ser els grans sacerdots Dyedptahiefanj i Osorkon, i l'hereu al tron, Rudamon, el seu fill més jove. Va exercir com a summe sacerdot d'Amon a Tebes i després va servir els primers cinc anys del seu regnat com a corregent, amb el seu pare Takelot III. Durant el seu regnat va haver d'esforçar-se a mantenir el regne unit, tot i que finalment és fragmentària en tres regnes sota el seu successor Iuput II, per bé que aquest va continuar governant a Leontòpolis, on va participar en una poderosa coalició destinada a parar l'avanç cuixita.
Les dinasties XXI, XXII, XXIII, XXIV i XXV van configurar tradicionalment el tercer període intermedi d'Egipte.

## La dinastia XXIII en els antics textos
Manethó va escriure, segons Sext Juli Africà en versió del monjo Jordi Sincel·le, que la Dinastia XXIII va consistir en quatre reis de Tanis:
- Petubates  que va regnar 40 anys; durant el seu regnat es va celebrar per primera vegada una olimpíada;
- Osokho  que va regnar 8 anys; els egipcis l'anomenaren Hèracles;
- Psammus , que va regnar 10 anys;
- Zet  que va regnar 42 anys. En total, 100 anys.

Eusebi de Cesarea comenta que la XXIII Dinastia va consistir en tres reis de Tanis:
- Petubastis  que va regnar 25 anys;
- Osorton  que va regnar 9 anys, i fou anomenat Hèracles;
- Psammus  que va regnar 10 anys. En total, 44 anys.

## Faraons de la dinastia XXIII d'Egipte

### Reis deLeontòpolis
| Nom comú                  | Nom de Nesut-Bity | Nom de Sa-Ra | Comentaris                | Regnat     |
| ------------------------- | ----------------- | ------------ | ------------------------- | ---------- |
| Padibastet Petubastis I   | Usermaatra        | Padibastet   |                           | 818-793 aC |
| Iuput I                   | Usermaatra        | Iuput        | corregent amb el seu pare | 804-803 aC |
| Sheshonq IV Sesonquis IV  | Usermaatra        | Sheshonq     |                           | 793-787 aC |
| Osorkon III Osorcon III   | Usermaatra        | Osorkon      |                           | 787-759 aC |
| Takelot III Tacelotis III | Usermaatra        | Takelot      |                           | 759-757 aC |
| Rudamon                   | Usermaatra        | Rudamon      |                           | 757-754 aC |
| Iuput II                  | Usermaatra        | Iuput        |                           | 754-715 aC |

### Reis d'Heracleòpolis Magna
| Nom comú         | Nom de Nesut-Bity | Nom de Sa-Ra     | Comentaris | Regnat       |
| ---------------- | ----------------- | ---------------- | ---------- | ------------ |
| Dyedpetahiefankh |                   | Dyedpetahiefankh |            | (845 -? aC)  |
| Hemptah I        |                   | Hemptah          |            | (? -? aC)    |
| Peftyauembastet  | Neferkare         | Peftyauembastet  |            | (747-720 aC) |

### Reis d'Hermòpolis Magna
| Nom comú     | Nom de Nesut-Bity | Nom de Sa-Ra | Comentaris | Regnat       |
| ------------ | ----------------- | ------------ | ---------- | ------------ |
| Nimlot III   |                   | Nimlot       |            | (747-725 aC) |
| Dyehutiemhat | Neferkheperra     | Dyehutiemhat |            | (725-715 aC) |

### Reis deLicòpolis(Assiut)
| Nom comú  | Nom de Nesut-Bity | Nom de Sa-Ra | Comentaris | Regnat       |
| --------- | ----------------- | ------------ | ---------- | ------------ |
| Padimenti |                   | Padimenti    |            | (747-715 aC) |

## Cronologia de la dinastia XXIII
Cronologia estimada pels següents egiptòlegs:
- Primer faraó:  Padibastet 
  - 830-805/00 (von Beckerath)
  - 830-799 (Dodson)
  - 827/22-802/797 (Aston)
  - 825-773 (Grimal)
  - 818-793 (Shaw)
  - 817-763 (Drioton)
  - 813-773 (Redford)

- Darrer faraó:  Iuput II 
  - 754-715 (Grimal)
  - 752-718 (Gomaà)
  - 747/742-742/737 (Aston)